# Saint-Clair-de-Halouze
Saint-Clair-de-Halouze település Franciaországban, Orne megyében. Lakosainak száma 821 fő (2022. január 1.). Saint-Clair-de-Halouze Chanu, La Chapelle-au-Moine, La Chapelle-Biche, Le Châtellier és Saint-Bômer-les-Forges községekkel határos.

## Népesség
A település népessége az elmúlt években az alábbi módon változott:
| Lakosok száma | 878  | 869  | 884  | 863  | 866  | 864  | 849  | 835  | 821  |
|               | 2013 | 2015 | 2016 | 2017 | 2018 | 2019 | 2020 | 2021 | 2022 |